# Détramage

Exemple d'effet de trame

Le détramage est une fonction logicielle (le plus souvent fournie par le pilote de numérisation d'un scanner) qui consiste à corriger l'effet de moirage qui apparait lors de la numérisation de documents imprimés avec une trame (offset ou autre), notamment les images, et qui produit une sorte de quadrillage.
Les fonctions de détramage sont parfois appelées « descreen » ou « moiré ».
Un mauvais détramage se traduit soit par un quadrillage encore visible, soit par une image trop floue donc inutilisable. Il est parfois préférable de contourner ce phénomène en modifiant la finesse de numérisation du document. On peut aussi limiter le moiré en tournant l'image : l'échantillonnage ne se faisant plus sur les mêmes axes, l'effet peut être réduit ou amplifié.